# Список пехотного оружия Первой мировой войны

## Австро-Венгрия
|  | Пистолеты и револьверы - Browning M1900 - Dreyse M1907 - Frommer M1912 - Gasser M1870, M1870/84, M1873 and M1876 - Mauser C96 - Rast & Gasser M1898 - Roth-Sauer M1900 - Roth-Steyr M1907 - Steyr Mannlicher M1901 - Steyr M1912 Винтовки - Gewehr 1888 - Gewehr 1898 - Kropatschek M1881 и M1893 - Mannlicher-Schönauer M1903/14 - Mauser M1903 - Mauser M1912 - Mondragón M1908 - Steyr-Mannlicher M1886/88 |  | - Steyr-Mannlicher M1888 и M1888/90 - Steyr-Mannlicher M1890 - Steyr-Mannlicher M1893 - Steyr-Mannlicher M1895 - Wänzl M1867 - Werndl-Holub M1877 Пулемёты - Hotchkiss M1909 - Madsen M1902 - MG 08 - Schwarzlose MG M.07/12 - Škoda M1893 и M1902 - Škoda M1909 и M1913 Пистолет-пулемёты - Sturmpistole M18 Гранаты - M1915 and M1917 Stielhandgranate - M1917 Eierhandgranate |  | Огнемёты - Flammenwerfer M.16. - Kleinflammenwerfer Миномёты - 8 cm Luftminenwerfer M 15 - 9 cm Minenwerfer M 14 and M 14/16 - 9 cm Minenwerfer M 17 - 9.15 cm Minenwerfer - 10.5 cm Luftminenwerfer M 15 - 12 cm Minenwerfer M 15 - 12 cm Luftminenwerfer M 16 - 14 cm Minenwerfer M 15 and M 16 - 15 cm Luftminenwerfer M 15 M. E. |

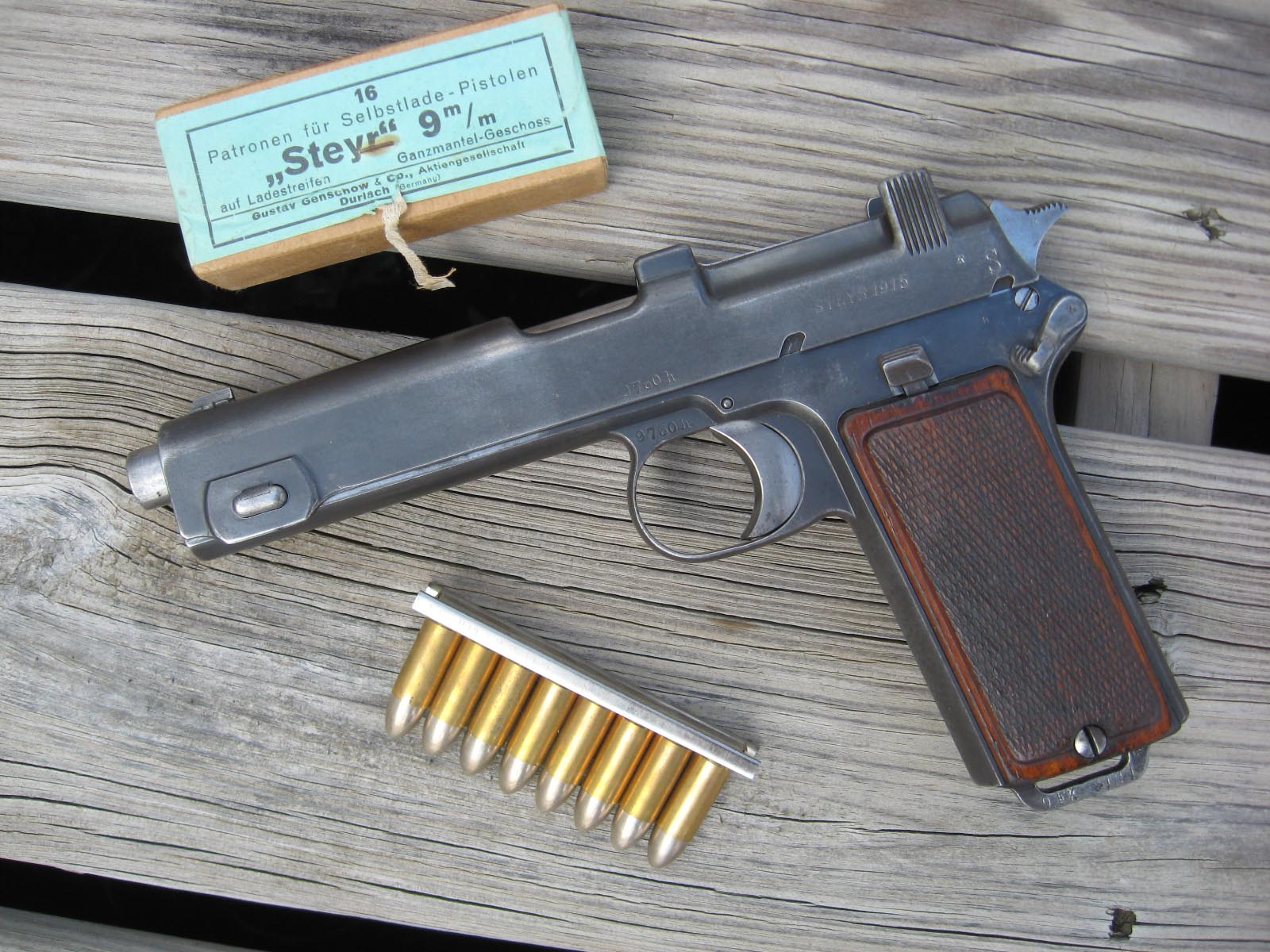
Steyr M1912 пистолет времён Первой Мировой
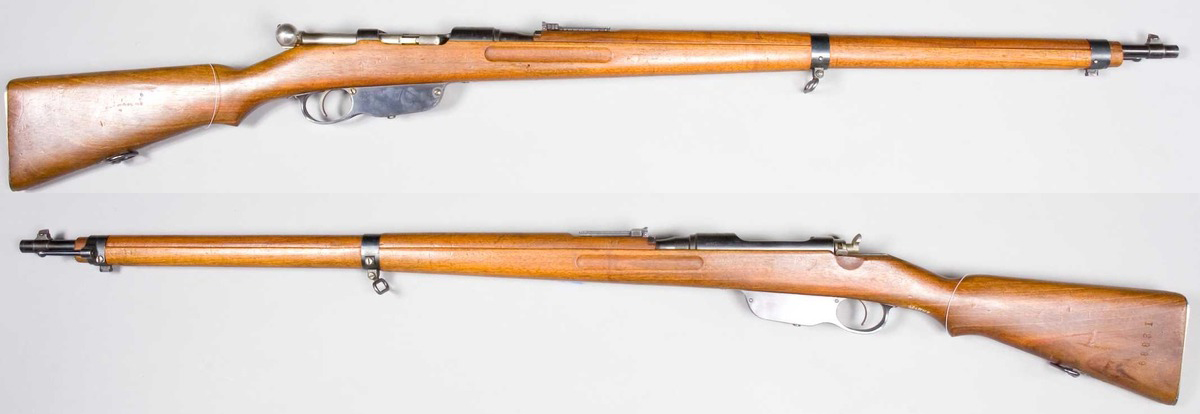
Steyr-Mannlicher M1895
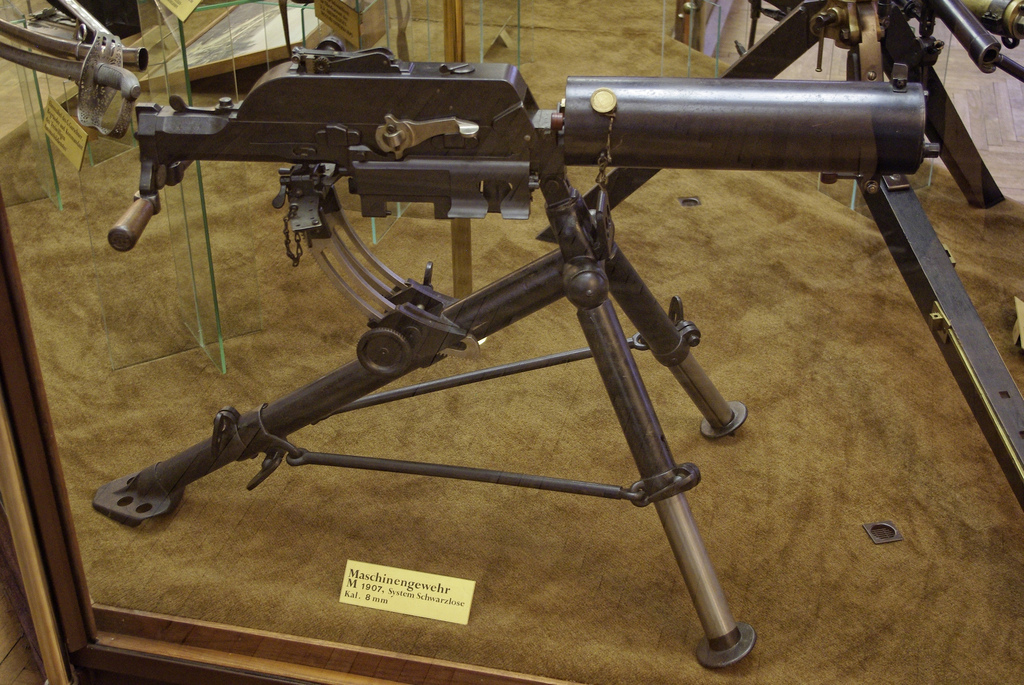
Schwarzlose MG M.07/12
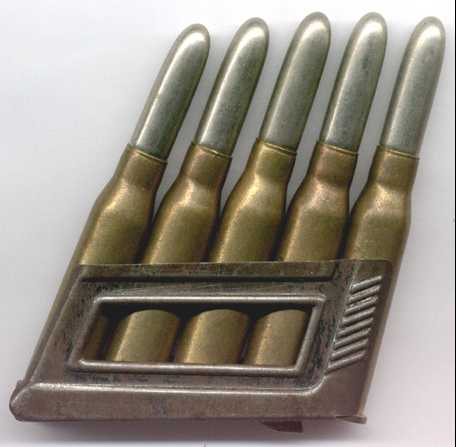
8×50 мм R Mannlicher
Флаг Австрийской империи и династии Габсбургов (1867–1918)

## Великобритания
|  | Пистолеты - Colt M1903 Pocket Hammerless - Colt M1911 - Lancaster - Mauser C96 - Webley Self-Loading Mark I Револьверы - Bull Dog - Colt M1909 - Enfield Mark I & Mark II - Smith & Wesson M1899 - Smith & Wesson M1917 - Smith & Wesson Triple Lock - Webley-Fosbery - Webley Mark IV, Mark V и Mark VI Винтовки - Arisaka Type 30 - Arisaka Type 38 - Elephant gun - Enfield P1914 - Farguhar-Hill P1918 - Lee-Metford Mk I and Mk II - Lee-Speed No. 1 and No. 2 - Magazine Lee-Enfield Mk I - Mauser-Verqueiro M1904 (использовалась южноафриканскими подразделениями) - Marlin M1894 - Martini-Enfield Mk I and Mk II |  | - Martini-Henry Mk IV - Remington Model 14-1/2 - Remington Rolling Block - Ross Mk III (использовалась канадскими войсками) - Lee-Enfield Mk I, Mk II и Mk III - Winchester M1886 - Winchester M1892 - Winchester M1894 - Winchester M1895 - Winchester M1907 Пулемёты - Browning M1917 - Colt-Browning M1895/14 (использовалась канадскими войсками) - Hotchkiss Mk I - Lewis M1914 - Пулемёт Максима - Vickers Mk I Гранаты - No 1 Grenade - No. 2 Hales - No. 3 Hales - No. 5, No. 23 and No. 36 Mills - No. 6 and No. 7 Grenade - No. 8 and No. 9 Double Cylinder Jam Tin - No. 15 Ball and No. 16 Oval Grenade |  | Миномёты - 2-inch Mortar - Garland Mortar - Livens Projector - Newton Mortar - Stokes Mortar Пехотные пушки - Vickers Q.F Mk II Холодное оружие - P1897 Officer’s Sword - P1908 and P1912 Cavalry Sword Штыки - M1907 bayonet - Pistol bayonet |

## Германия
|  | Пистолеты - Bayard M1908 - Beholla - Bergmann-Bayard M1910 - Dreyse M1907 - Frommer M1912 - Luger P08 - Mauser C96 - Mauser M1910 и M1914 - Schwarzlose M1908 - Steyr M1912 Револьверы - Reichsrevolver M1879 и M1883 - Mauser Zig-Zag M1878 и M1886 Винтовки - Elephant gun - Gewehr 71 and 71/84 - Gewehr 88 - Gewehr 98 - Mauser M1916 - Mondragón M1908 - Werder M1869 |  | Пулемёты - Bergmann MG 15 - Fokker-Leimberger - Gast M1917 - Knötgen - Madsen M1902 - MG 08, MG 08/15 и MG 08/18 - MG 14 Parabellum - MG 18 TuF Пистолет-пулемёты - MP18 Противотанковое оружие - Becker Type M2 - Mauser T-Gewehr Гранаты - M1913 Kugelhandgranate - M1915 and M1917 Stielhandgranate - M1917 Eierhandgranate |  | Мины - Flachmine 17 Огнемёты - Grossflammenwerfer - Flammenwerfer M16 - Kleinflammenwerfer - Wechselapparat Миномёты - 7.58 cm Minenwerfer - 9.15 cm Minenwerfer - 17 cm mittlerer Minenwerfer Пехотные пушки - 7.62 cm Infanteriegeschütz L/16.5 - 7.7 cm Infanteriegeschütz L/20 - 7.7 cm Infanteriegeschütz L/27 - Skoda 75 mm M15 Холодное оружие - Имперская артиллерийская сабля |

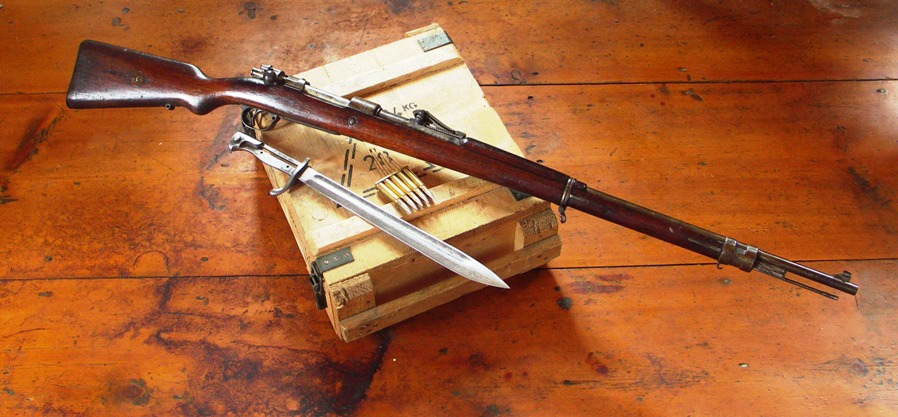
Винтовка Маузера
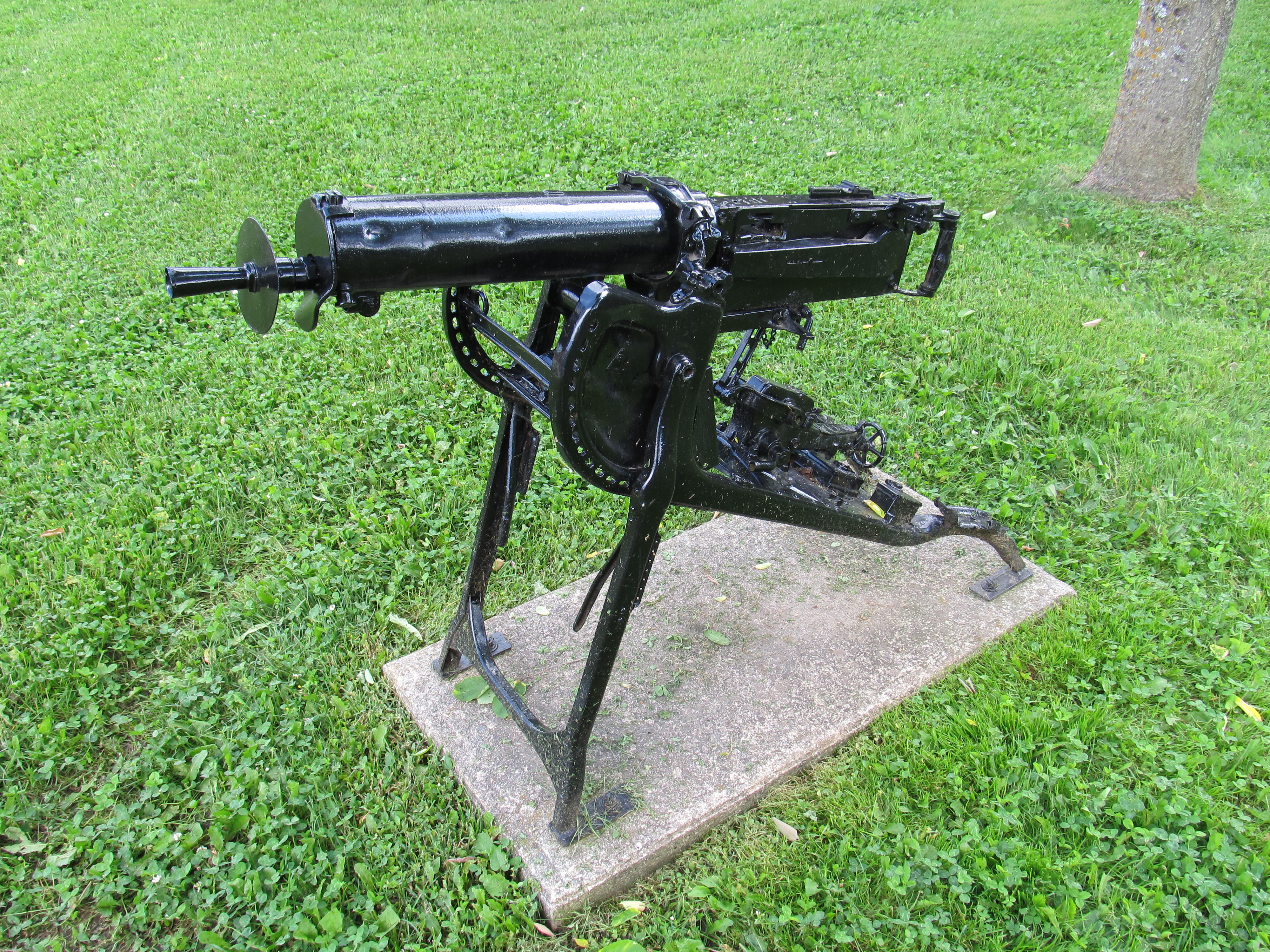
MG 08
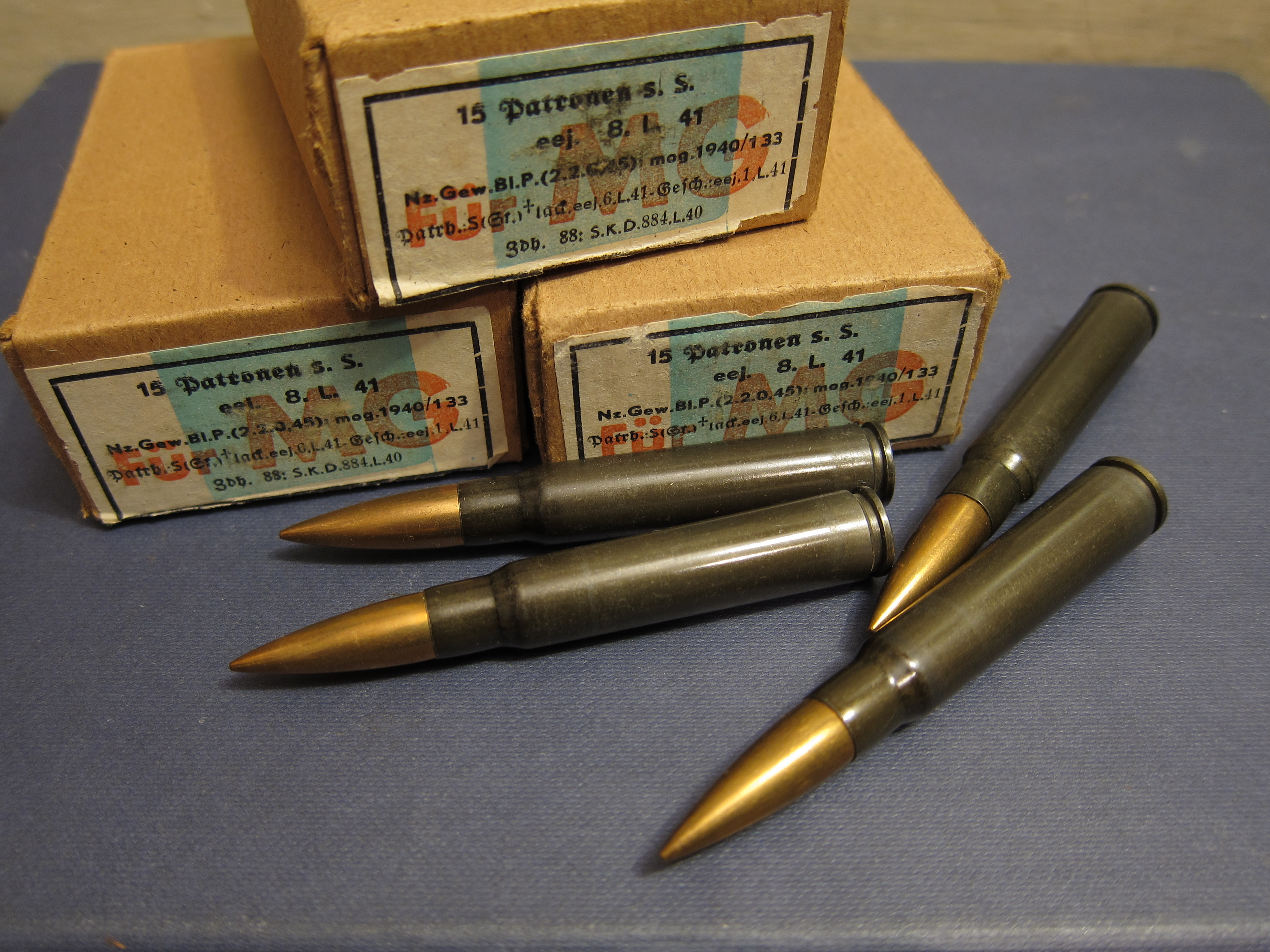
7,92×57 мм
Флаг Германской Империи

## Россия
|  | Пистолеты и револьверы - Browning M1903 - Colt M1911 - Luger P08 - Mauser C96 - Револьвер Нагана - Smith & Wesson No. 3 Винтовки - Тип 30 - Тип 35 - Арисака обр. 1905 - Винтовка Бердана обр. 1868 и обр. 1870 - Berthier M1907/15 - Винтовка Карле обр. 1865 - Chassepot M1866/74 - Автомат Фёдорова |  | - Gras M1874 - Винтовка Крнка обр. 1867 - Винтовка Кропачека обр. 1878 обр. 1884 - Lebel M1886 - Винтовка Мосина обр. 1891 и обр. 1907 - Remington Rolling Block - Springfield M1892—99 - Vetterli-Vitali Mod. 1870/87 - Winchester M1895 - Winchester M1907 - Winchester M1910 Пулемёты - Chauchat M1915 - Colt-Browning M1895/14 - Hotchkiss M1909 - Lewis M1914 и M1917 |  | - Madsen M1902 - Пулемёт Максима образца 1910 года - Vickers Mark I Гранаты - Ручная граната Рдултовского образца 1914 года Огнемёты - Ранцевый огнемёт Товарницкого Миномёты - Бомбомёт системы Аазена - 9-см бомбомёт типа Г. Р. Пехотные пушки - 37-мм траншейная пушка образца 1915 года Холодное оружие - Шашка |

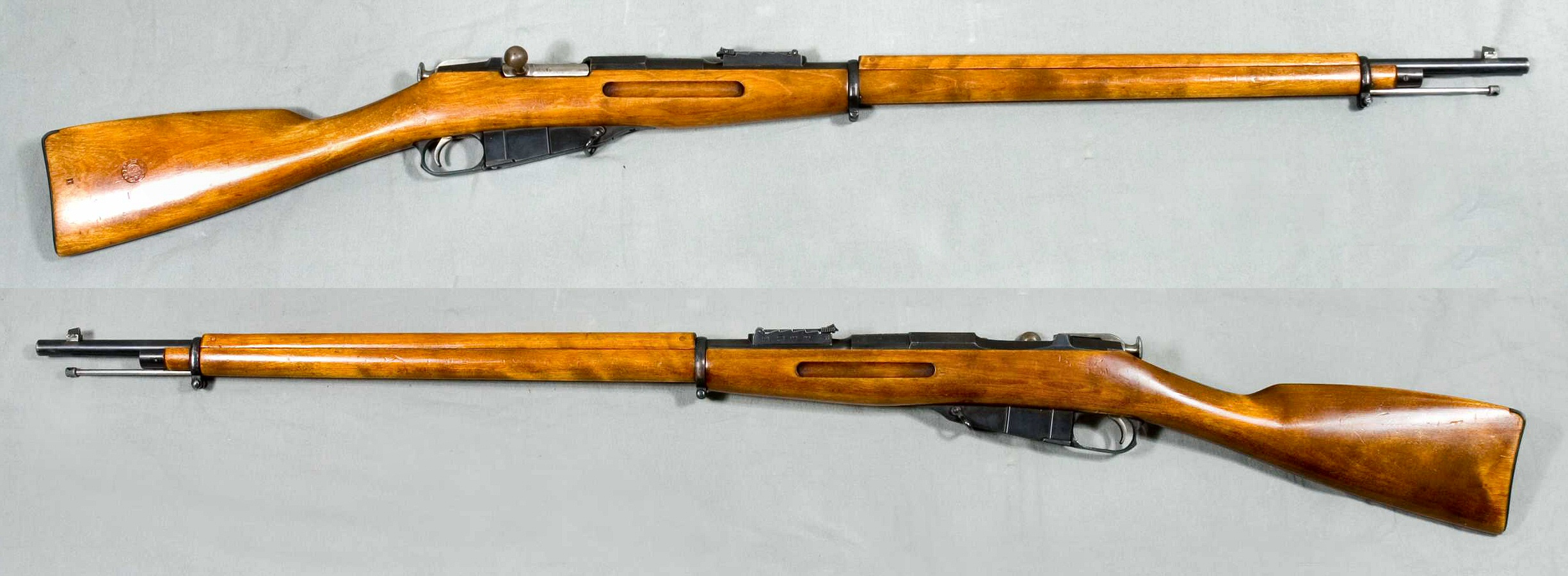
Винтовка Мосина
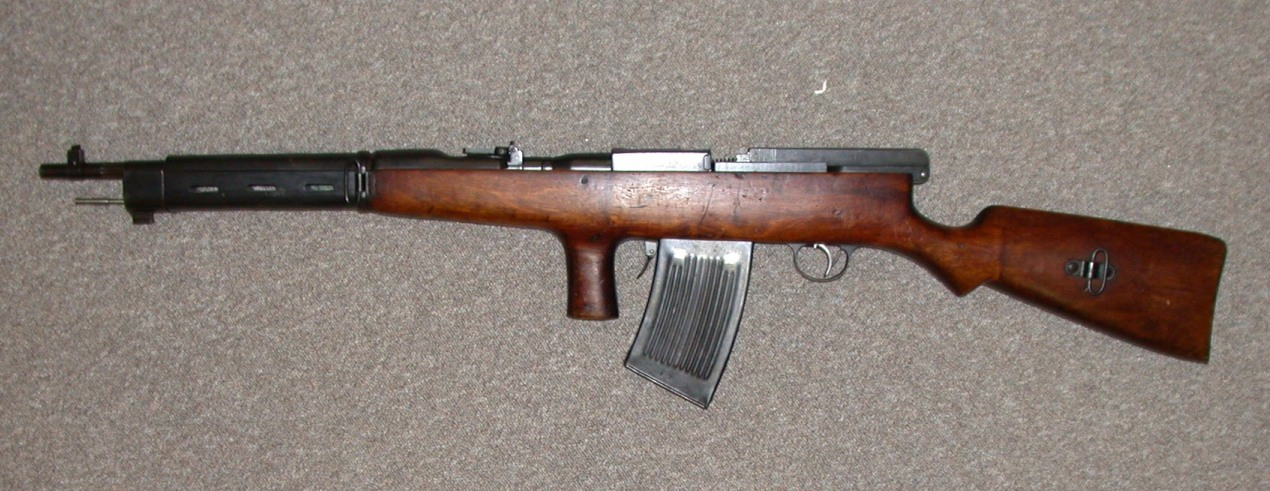
Автомат Фёдорова
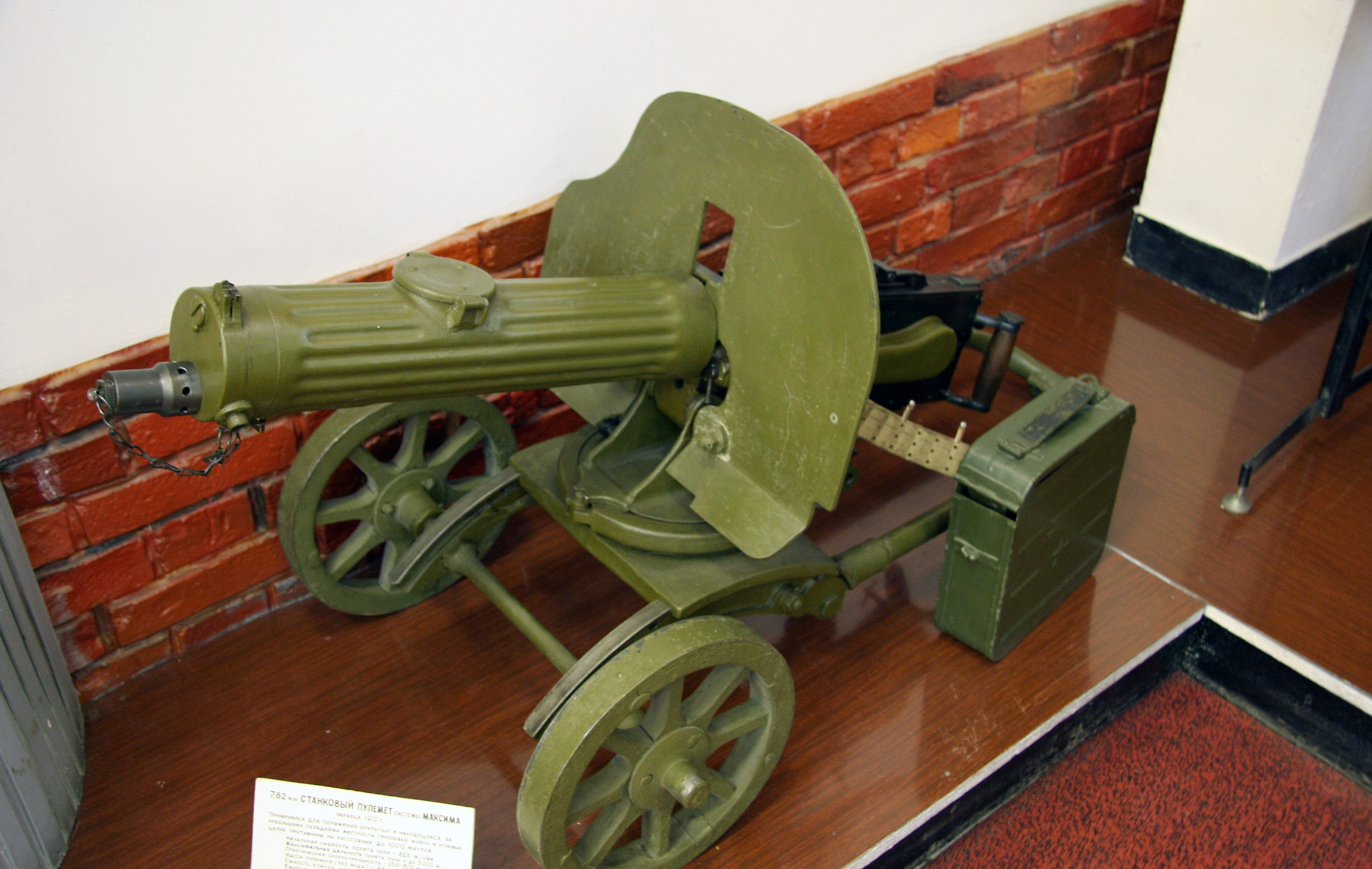
Пулемёт Максима
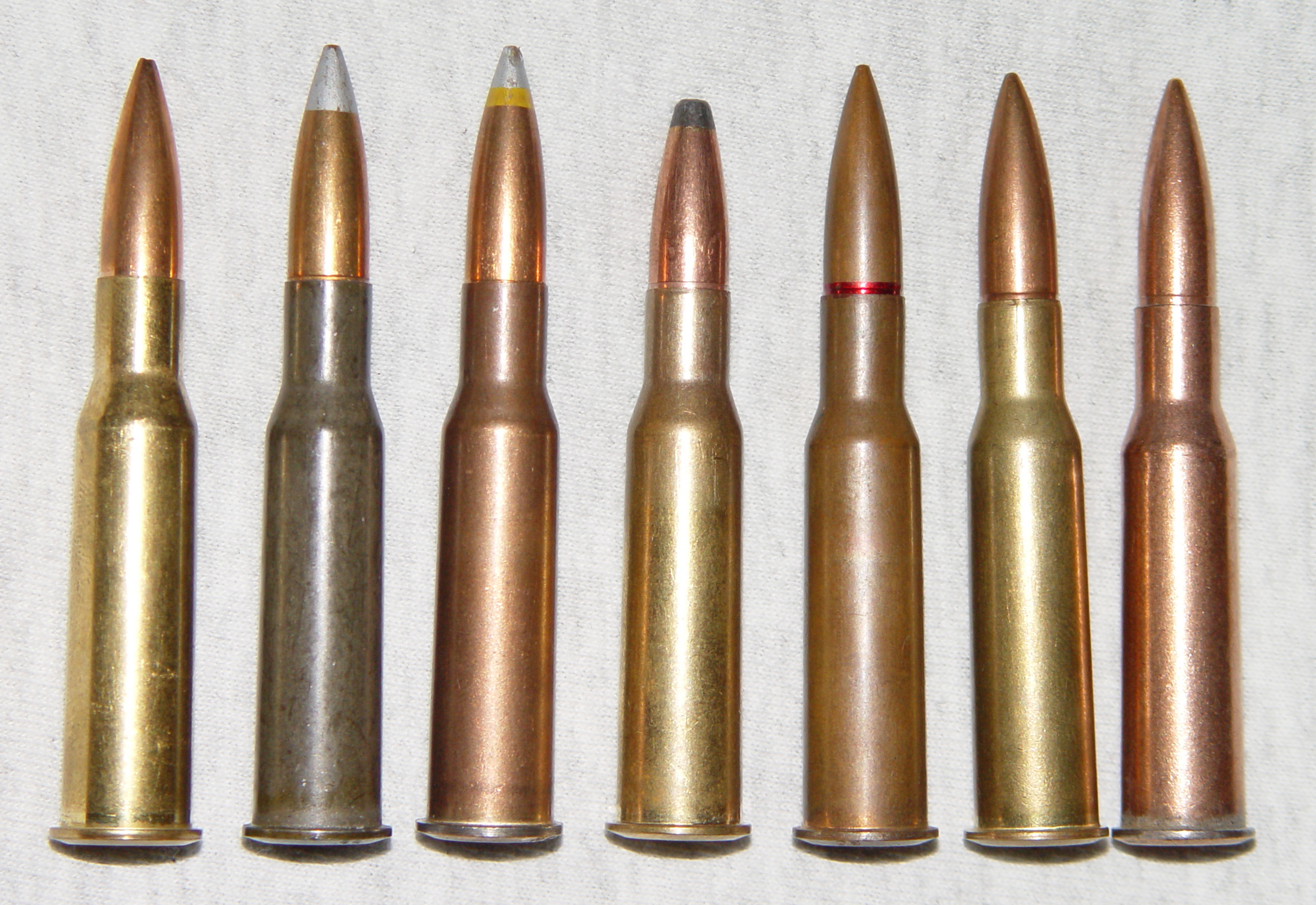
7,62×54 мм R

## Италия
|  | Пистолеты и револьверы - Бодео 1889 - Глизенти модель 1910 Винтовки - Carcano M1891 Пулемёты - Fiat-Revelli mod.14 Пистолет-Пулемёт - Villar-Perosa M1915 |

## США
|  | Пистолеты и револьверы - Colt M1911 - Colt M1917 Гранаты - Ручная граната Mk II. Винтовки - Springfield M1903 - M1917 Enfield - Winchester M1907 Пулемёты - Browning M1917 - Colt-Browning M1895 Боевые дробовики - M1897 - M1912 Холодное оружие - M1917 (штык-нож) |

## Япония
|  | Пистолеты и револьверы - Smith & Wesson No. 3 - Намбу Тип 14 Винтовки - Arisaka Type 30 - Тип 35 - Arisaka Type 38 Пулемёты - Type 3 |